# Boissise-la-Bertrand
Boissise-la-Bertrand is een gemeente in het Franse departement Seine-et-Marne (regio Île-de-France) en telt 889 inwoners (1999). De plaats maakt deel uit van het arrondissement Melun.

## Geografie
De oppervlakte van Boissise-la-Bertrand bedraagt 7,8 km², de bevolkingsdichtheid is 114,0 inwoners per km².
De onderstaande kaart toont de ligging van Boissise-la-Bertrand met de belangrijkste infrastructuur en aangrenzende gemeenten.

## Demografie
Onderstaande figuur toont het verloop van het inwonertal (bron: INSEE-tellingen).